# Tamaz Cziladze
Tamaz Cziladze (ur. 5 marca 1931 w Sighnaghi, zm. 28 września 2018 w Tbilisi) – gruziński pisarz, brat Otara. 
Autor liryków, m.in. zbiory: Ghia sarkmeli (1958), Mzis saati (1962), Iwlisi (1966), współczesnych powieści psychologiczno-obyczajowych (Basen 1974, wyd. pol. 1982), opowiadań (Pałac Posejdona 1967, wyd. pol. 1978), dramatów, m.in.: Akwariumi (1965), Mkwleloba [Zabójstwo] (1970), Dawickebuli ambawi (1971). Zostały opracowane polskie przekłady wierszy Cziladzego w antologii Poezja gruzińska (1985).